# Temporada 2013 del Campeonato Brasileño de Moto 1000 GP
La temporada 2013 del Campeonato Brasileño de Motovelocidade es la 1.ª edición sin el sello del Moto 1000 GP y la 6.ª edición del Campeonato Brasileño de Motovelicidade.
El "Campeonato Brasileño de Moto 1000 GP" es la principal categoría de motociclismo en Brasil junto con Campeonato Brasileño de Superbikes. Fue creado en 2011. y ha sido gestionado desde su fundación por la empresa de Alex Barros.
Una superbike (abreviado a menudo como SBK) es un tipo de motocicleta que se utiliza en competiciones de motociclismo de velocidad, entre ellas el Campeonato Mundial de Superbikes y el Campeonato Mundial de Motociclismo de Resistencia. A diferencia de las motocicletas usadas en el Campeonato Mundial de Motociclismo, las superbikes deben ser modelos derivados de los de serie. Esto las hace menos costosas de desarrollar y mantener, por lo cual varios campeonatos nacionales de motociclismo de velocidad se disputan con ellas.
Para que las marcas de motocicletas puedan usar sus motocicletas en los campeonatos, deben primero homologarlas y vender una cierta cantidad de unidades al público. Según el campeonato, se permite la modificación de suspensiones, frenos y ruedas. Los motores son de alta cilindrada: entre 850 y 1200 cc para motores bicilíndricos, y entre 750 y 1000 cc para los de cuatro cilindros. Hasta mediados de la década de 1990, también se permitieron motores de dos tiempos en lugar de cuatro tiempos, en este caso de hasta 500 cc de cilindrada.

## Calendario
| Ronda | Fecha            | Gran Premio                        | Circuito                                          | Ciudad                | Horário | Info   |
| ----- | ---------------- | ---------------------------------- | ------------------------------------------------- | --------------------- | ------- | ------ |
| 1     | 21 de abril      | Grande Prêmio de São Paulo         | Autódromo José Carlos Pace                        | São Paulo, SP         | 10h30   | [ 3 ]  |
| 2     | 26 de mayo       | Grande Prêmio de Curitiba          | Autódromo Internacional de Curitiba               | Curitiba, PR          | 10h30   | [ 4 ]  |
| 3     | 23 de junio      | Grande Prêmio de Interlagos        | Autódromo José Carlos Pace                        | São Paulo, SP         | 10h30   | [ 5 ]  |
| 4     | 28 de julio      | Grande Prêmio de Brasília          | Autódromo Internacional Nelson Piquet             | Brasília, DF          | 09h00   | [ 6 ]  |
| 5     | 25 de agosto     | Grande Prêmio Cascavel             | Autódromo Internacional de Cascavel - Zilmar Beux | Cascavel, PR          | 11h00   | [ 7 ]  |
| 6     | 22 de septiembre | Grande Prêmio de Petrobrás         | Autódromo José Carlos Pace                        | São Paulo, SP         | 01h00   | [ 8 ]  |
| 7     | 20 de octubre    | Grande Prêmio de Santa Cruz do Sul | Autódromo Internacional de Santa Cruz do Sul      | Santa Cruz do Sul, RS | 10h00   | [ 9 ]  |
| 8     | 17 de noviembre  | Grande Prêmio Goiás                | Autódromo Internacional Ayrton Senna              | Goiânia, GO           | 10h00   | [ 10 ] |

## Equipos y pilotos

### GP 1000
| Equipe                                   | Construtor | Moto                  | Pneu | N.° | Nome do piloto       | Rodada |
| ---------------------------------------- | ---------- | --------------------- | ---- | --- | -------------------- | ------ |
| Misano Racing Team                       | Kawasaki   | Kawasaki Ninja ZX-10R | P    | 15  | Diego Pierluigi      | 1–16   |
| Misano Racing Team                       | Kawasaki   | Kawasaki Ninja ZX-10R | P    | 76  | Wesley Gutierrez     | 1–16   |
| Castrol Honda                            | Honda      | Honda CBR 1000RR      | P    | 12  | Miguel Praia         | 1–16   |
| Castrol Honda                            | Honda      | Honda CBR 1000RR      | P    | 75  | Alecsandre De Grandi | 1–16   |
| Tecfil Racing Team                       | Kawasaki   | Kawasaki Ninja ZX-10R | P    | 29  | Danilo Lewis         | 1–16   |
| Tecfil Racing Team                       | Kawasaki   | Kawasaki Ninja ZX-10R | P    | 21  | Alex Power           | 1–16   |
| Axo Racing Team                          | BMW        | BMW S1000RR           | P    | 94  | Diego Faustino       | 1–12   |
| BMW Motorrad Petronas Alex Barros Racing | BMW        | BMW S1000RR           | P    | 3   | Luciano Ribodino     | 1–12   |
| BMW Motorrad Petronas Alex Barros Racing | BMW        | BMW S1000RR           | P    | 4   | Lucas Barros         | 1–16   |
| BMW Motorrad Petronas Alex Barros Racing | BMW        | BMW S1000RR           | P    | 14  | Alex Barros          | 13–21  |
| Team Alstare                             | Suzuki     | Suzuki GSX-R 1000     | P    | 78  | Ricieri Luvizotto    | 1–16   |
| Team Alstare                             | Suzuki     | Suzuki GSX-R 1000     | P    | 43  | Leandro Rad          | 1–16   |
| Gerin WSBK                               | Kawasaki   | Kawasaki Ninja ZX-10R | P    | 95  | Luís Fittipaldi      | 1–16   |
| Gerin WSBK                               | Kawasaki   | Kawasaki Ninja ZX-10R | P    | 88  | Alan Douglas Santos  | 1–16   |
| R & D Bieffe                             | Ducati     | Ducati Panigale V4 R  | P    | 97  | Sebastiano Zerbo     | 1–16   |
| R & D Bieffe                             | Ducati     | Ducati Panigale V4 R  | P    | 77  | Diego Pretel         | 1–16   |
| Team Pedercini                           | Kawasaki   | Kawasaki Ninja ZX-10R | P    | 6   | André Di Gallo       | 1–16   |
| Team Pedercini                           | Kawasaki   | Kawasaki Ninja ZX-10R | P    | 99  | Murilo Colatreli     | 1–16   |
| NCR Motorsport                           | BMW        | BMW S1000RR           | P    | 91  | Alberto López        | 1–12   |
| Karban Racing                            | Kawasaki   | Kawasaki Ninja ZX-10R | P    | 48  | Bruno Silva          | 1–12   |
| FP Racing                                | BMW        | BMW S1000RR           | P    | 61  | Daniel Lenzi         | 1–16   |
| FP Racing                                | BMW        | BMW S1000RR           | P    | 10  | Marcos Salles        | 1–16   |
| Valli Racing 391                         | Kawasaki   | Kawasaki Ninja ZX-10R | P    | 93  | Fabiano Alegre       | 1–12   |
| Valli Racing 391                         | Kawasaki   | Kawasaki Ninja ZX-10R | P    | 92  | Robson Portaluppi    | 1–16   |
| Valli Racing 391                         | Kawasaki   | Kawasaki Ninja ZX-10R | P    | 65  | Alex de Quadros      | 13–21  |
| National Tyres Clar.                     | BMW        | BMW S1000RR           | P    | 8   | Victor Moura         | 1–16   |
| Virgin Mobile                            | Kawasaki   | Kawasaki Ninja ZX-10R | P    | 32  | Pierre Chofard       | 1–12   |
| Virgin Mobile                            | Kawasaki   | Kawasaki Ninja ZX-10R | P    | 34  | Jaime Cristóbal      | 1–16   |
| Virgin Mobile                            | Kawasaki   | Kawasaki Ninja ZX-10R | P    | 24  | André Luiz Carvalho  | 13–21  |
| Revè Red Bull                            | BMW        | BMW S1000RR           | P    | 59  | Ricardo Suñe         | 1–16   |
| Alpha Technik Yamaha                     | Yamaha     | Yamaha R1             | P    | 73  | Octávio Lucchini     | 1–16   |
| Alpha Technik Yamaha                     | Yamaha     | Yamaha R1             | P    | 18  | Hélder Shad          | 1–16   |
| Ducati Infostrada                        | Ducati     | Ducati 1299R Panigale | P    | 35  | Rafael Paschoalin    | 1–16   |
| Coulon Autosport                         | Kawasaki   | Kawasaki Ninja ZX-10R | P    | 98  | Nick Iatauro         | 1–16   |
| Coulon Autosport                         | Kawasaki   | Kawasaki Ninja ZX-10R | P    | 00  | Nico Ferreira        | 1–16   |

| Legenda             |
| ------------------- |
| Piloto da Temporada |
| Piloto Convidado    |
| Piloto Substituto   |

### GP Light
| Equipe                    | Construtor | Moto                    | Pneu | N.° | Nome do piloto           | Rodada |
| ------------------------- | ---------- | ----------------------- | ---- | --- | ------------------------ | ------ |
| INS - GSE Racing          | BMW        | BMW S1000RR             | P    | 88  | Eliandro Simonini        | 1–16   |
| INS - GSE Racing          | BMW        | BMW S1000RR             | P    | 90  | Cristiano Ferreira       | 1–16   |
| Team Biland GP1           | BRP        | BRP Bullen 1000         | P    | 9   | Emílio Fasanelli         | 1–16   |
| SRT Shell Kawasaki        | Kawasaki   | Kawasaki Ninja ZX-10R   | P    | 54  | Hebert Ribeiro           | 1–16   |
| SRT Shell Kawasaki        | Kawasaki   | Kawasaki Ninja ZX-10R   | P    | 98  | Heferson Ferraz          | 1–16   |
| WCM Motorsport            | Honda      | Honda CBR 1000RR        | P    | 65  | André Paiato             | 1–16   |
| WCM Motorsport            | Honda      | Honda CBR 1000RR        | P    | 51  | Abner Gatto              | 1–16   |
| Millar Racing             | Kawasaki   | Kawasaki Ninja ZX-10R   | P    | 77  | Alex Pires               | 1–12   |
| Millar Racing             | Kawasaki   | Kawasaki Ninja ZX-10R   | P    | 78  | Jorge Jiménez            | 1–16   |
| Peter Stevens M/C         | Honda      | Honda CBR 1000RR        | P    | 46  | Marlon Felizardo         | 1–16   |
| Peter Stevens M/C         | Honda      | Honda CBR 1000RR        | P    | 108 | Romes César              | 1–16   |
| Tecmas Elf Team           | Kawasaki   | Kawasaki Ninja ZX-10R   | P    | 85  | Mateus Piva              | 1–12   |
| Tecmas Elf Team           | Kawasaki   | Kawasaki Ninja ZX-10R   | P    | 5   | José Aguilar             | 1–16   |
| Ferrari Dental Cl.        | BMW        | BMW S1000RR             | P    | 39  | Davi Lara Costa          | 1–16   |
| Ferrari Dental Cl.        | BMW        | BMW S1000RR             | P    | 95  | Alessandro Ferraz        | 1–16   |
| Technical Maxon TSR       | KTM        | KTM RC 8C               | P    | 48  | Alberto Braga            | 1–16   |
| Team Webster              | Kawasaki   | Kawasaki Ninja ZX-10R   | P    | 93  | Henrique Castro          | 1–16   |
| Team Webster              | Kawasaki   | Kawasaki Ninja ZX-10R   | P    | 28  | Dr. Remi                 | 1–16   |
| Cabin Honda               | Honda      | Honda CBR 1000RR        | P    | 111 | Fábio Adas               | 1–16   |
| Cabin Honda               | Honda      | Honda CBR 1000RR        | P    | 19  | Francisco Snoeck         | 1–16   |
| Team Paton                | Mahindra   | Mahindra Velden M Power | P    | 70  | Sérgio Prates            | 1–16   |
| Team Vimto                | Kawasaki   | Kawasaki Ninja ZX-10R   | P    | 41  | Rogério Gentil           | 1–16   |
| Petronas Eurobike SBK     | BMW        | BMW S1000RR             | P    | 62  | Renato Andreghetto       | 1–12   |
| Petronas Eurobike SBK     | BMW        | BMW S1000RR             | P    | 35  | Babi Paz                 | 1–16   |
| Petronas Eurobike SBK     | BMW        | BMW S1000RR             | P    | 22  | Carlinhos Trigo          | 13–21  |
| Raceline                  | BRP        | BRP Bullen 1000         | P    | 86  | Emerson Hidalgo          | 1–16   |
| BSL Racing                | MV Agusta  | MV Agusta F4 1000       | P    | 555 | Paulo César Berto        | 1–12   |
| BSL Racing                | MV Agusta  | MV Agusta F4 1000       | P    | 84  | Fernando Perini          | 1–16   |
| Team Campetella           | BMW        | BMW S1000RR             | P    | 52  | Rafa Nunes               | 1–16   |
| Team Campetella           | BMW        | BMW S1000RR             | P    | 72  | Gustavo Levy             | 1–16   |
| QUB Team Optimum          | Ducati     | Ducati Panigale V4 R    | P    | 53  | Alessandro Andrade       | 1–12   |
| QUB Team Optimum          | Ducati     | Ducati Panigale V4 R    | P    | 76  | Renan Abreu              | 1–16   |
| QUB Team Optimum          | Ducati     | Ducati Panigale V4 R    | P    | 71  | Gilvan Zeferino          | 13–21  |
| Sakurai Honda             | Honda      | Honda CBR 1000RR        | P    | 200 | Luciano Gomes            | 1–16   |
| Sakurai Honda             | Honda      | Honda CBR 1000RR        | P    | 201 | Marcelo de Oliveira      | 1–16   |
| AOA Racing                | Ducati     | Ducati Panigale V4 R    | P    | 34  | Flávio Sukar             | 1–12   |
| AOA Racing                | Ducati     | Ducati Panigale V4 R    | P    | 64  | Gustavo Herrera          | 1–16   |
| AOA Racing                | Ducati     | Ducati Panigale V4 R    | P    | 73  | Marcos Boeira            | 13–21  |
| TechSport Racing          | MV Agusta  | MV Agusta F4 1000       | P    | 13  | Ricardo Levy             | 1–16   |
| TechSport Racing          | MV Agusta  | MV Agusta F4 1000       | P    | 16  | Tiago Pavanelli          | 1–16   |
| Martella Motorsports      | Triumph    | Triumph Daytona 1100R   | P    | 27  | Marcelo Cortes           | 1–16   |
| Martella Motorsports      | Triumph    | Triumph Daytona 1100R   | P    | 17  | Michel Velludo           | 1–16   |
| STAUFF Fluid Power Racing | Yamaha     | Yamaha R1               | P    | 7   | Paulinho Kamba           | 1–16   |
| STAUFF Fluid Power Racing | Yamaha     | Yamaha R1               | P    | 31  | Alen Modesto             | 1–16   |
| Completely Motorbikes     | Yamaha     | Yamaha R1               | P    | 81  | André Escomparim         | 1–16   |
| Completely Motorbikes     | Yamaha     | Yamaha R1               | P    | 24  | Waguinho Duarte          | 1–16   |
| Completely Motorbikes     | Yamaha     | Yamaha R1               | P    | 33  | William Pontes           | 1–16   |
| FHO Racing                | Triumph    | Triumph Daytona 1100R   | P    | 61  | Élder Cabreira           | 1–16   |
| Oxford Products Racing    | Cagiva     | Cagiva Supermaster 22   | P    | 36  | Pedro Barata Lins        | 1–16   |
| Oxford Products Racing    | Cagiva     | Cagiva Supermaster 22   | P    | 99  | Carlos Barcelos          | 1–16   |
| ROKiT Haslam Racing       | Montesa    | Montesa Mercury 2.5     | P    | 2   | Leocir "Léo" de Oliveira | 1–16   |
| GRILLA Racing             | BRP        | BRP Bullen 1000         | P    | 26  | Luís Fittipaldi          | 1–16   |
| GRILLA Racing             | BRP        | BRP Bullen 1000         | P    | 69  | Diogo Ramos              | 1–16   |
| Hager PBM Racing          | Yamaha     | Yamaha R1               | P    | 006 | Fernando Silva           | 1–16   |
| Scuderia Famà             | Mahindra   | Mahindra Velden M Power | P    | 1   | José Gregório            | 1–16   |
| Scuderia Famà             | Mahindra   | Mahindra Velden M Power | P    | 63  | Ricardo Gonçalves        | 1–16   |
| EC Motorsport             | Derbi      | Derbi TJP 1000          | P    | 14  | Francisco Jesuíno        | 1–16   |
| EC Motorsport             | Derbi      | Derbi TJP 1000          | P    | 21  | Édson Luiz               | 1–16   |
| G-TEC                     | Husqvarna  | Husqvarna Envirude 3.0  | P    | 25  | Fernando Santos          | 1–16   |
| G-TEC                     | Husqvarna  | Husqvarna Envirude 3.0  | P    | 29  | Rodrigo Araújo do Vale   | 1–16   |
| Saturn Motorsport         | Suzuki     | Suzuki GSX-R 1000       | P    | 57  | Leonardo Moreno          | 1–16   |
| Saturn Motorsport         | Suzuki     | Suzuki GSX-R 1000       | P    | 15  | Jason Valladares         | 1–16   |
| Formax Racing Team        | Peugeot    | Peugeot RFC/RAF Model   | P    | 44  | Rodrigo Camarão          | 1–16   |
| Formax Racing Team        | Peugeot    | Peugeot RFC/RAF Model   | P    | 45  | Élson Tenebra Otero      | 1–16   |
| M-Tac                     | Aprilia    | Aprilia RSV4            | P    | 32  | Rodrigo Sampaio          | 1–16   |
| M-Tac                     | Aprilia    | Aprilia RSV4            | P    | 94  | Yrio Azevedo             | 1–16   |
| Bigi Motorsport           | Mahindra   | Mahindra Velden M Power | P    | 56  | Mardezínio Rocha         | 1–16   |
| Motrix Scigliano Racing   | Suzuki     | Suzuki GSX-R 1000       | P    | 901 | Sidnei Scigliano         | 1–16   |
| Errera Racing             | KTM        | KTM RC 8C               | P    | 559 | Nélson Gonçalves         | 1–16   |
| Octanos Competición       | Voxan      | Voxan Jupiter 800       | P    | 92  | Victor Braga             | 1–16   |
| Octanos Competición       | Voxan      | Voxan Jupiter 800       | P    | 43  | Osmar Gonçalves          | 1–16   |
| Evans GP                  | KTM        | KTM RC 8C               | P    | 96  | Romes Franco             | 1–16   |
| Evans GP                  | KTM        | KTM RC 8C               | P    | 74  | Sandro Venezuela         | 1–16   |
| Evans GP                  | KTM        | KTM RC 8C               | P    | 18  | Walmir Júnior            | 1–16   |
| Evans GP                  | KTM        | KTM RC 8C               | P    | 30  | Wesler Godoy             | 1–16   |
| Fox Motorsport            | Yamaha     | Yamaha R1               | P    | 80  | Diaz Lavorrerse          | 1–16   |
| FDR Motosports            | Midual     | Midual Rancer 1000      | P    | 66  | Egon Kothy               | 1–16   |
| FDR Motosports            | Midual     | Midual Rancer 1000      | P    | 40  | Levy Mendes Lopes        | 1–16   |
| RV Racing                 | Aprilia    | Aprilia RSV4            | P    | 82  | Othon Russo              | 1–16   |
| RV Racing                 | Aprilia    | Aprilia RSV4            | P    | 23  | Guilherme Emmer          | 1–16   |
| LCB Racing                | Honda      | Honda CBR 1000RR        | P    | 97  | Sérgio Figueiredo        | 1–16   |
| LCB Racing                | Honda      | Honda CBR 1000RR        | P    | 89  | José Furtado             | 1–16   |
| LCB Racing                | Honda      | Honda CBR 1000RR        | P    | 12  | José Renato Ferrucio     | 1–16   |
| Os Impossíveis Team       | Suzuki     | Suzuki GSX-R 1000       | P    | 91  | Cristiano Lorenz         | 1–16   |
| Os Impossíveis Team       | Suzuki     | Suzuki GSX-R 1000       | P    | 10  | Gustavo Cecarelli        | 1–16   |

| Legenda             |
| ------------------- |
| Piloto da Temporada |
| Piloto Convidado    |
| Piloto Substituto   |

### GP 600
| Equipe                      | Construtor | Moto                         | Pneu | N.° | Nome do piloto            | Rodada |
| --------------------------- | ---------- | ---------------------------- | ---- | --- | ------------------------- | ------ |
| Fuelmann SuperBike          | Kawasaki   | Kawasaki Ninja ZX-6R         | P    | 12  | Marciano Santin           | 1–16   |
| Fuelmann SuperBike          | Kawasaki   | Kawasaki Ninja ZX-6R         | P    | 23  | Nicolas Tortone           | 1–16   |
| MotoSchool Racing Team      | Honda      | Honda CBR 600RR              | P    | 65  | Ives Moraes               | 1–16   |
| MotoSchool Racing Team      | Honda      | Honda CBR 600RR              | P    | 24  | Joélsu da Silva           | 1–16   |
| BSB Motor Racing            | Kawasaki   | Kawasaki Ninja ZX-6R         | P    | 74  | Rafael Bertagnolli        | 1–16   |
| BSB Motor Racing            | Kawasaki   | Kawasaki Ninja ZX-6R         | P    | 86  | Telmo Dias                | 1–16   |
| Everson Racing              | Honda      | Honda CBR 600RR              | P    | 46  | Hike Bodan                | 1–16   |
| Everson Racing              | Honda      | Honda CBR 600RR              | P    | 45  | Marcos Venícius Macapá    | 1–16   |
| Well Academia               | Kawasaki   | Kawasaki Ninja ZX-6R         | P    | 56  | Gabriel da Silva Jacques  | 1–12   |
| Well Academia               | Kawasaki   | Kawasaki Ninja ZX-6R         | P    | 53  | Lucas Bittencourt         | 1–16   |
| Carlos Barcelos Racing      | Yamaha     | Yamaha YZF-R6                | P    | 27  | Sérgio Fasci              | 1–16   |
| Carlos Barcelos Racing      | Yamaha     | Yamaha YZF-R6                | P    | 444 | Maximiliano Gerardo       | 1–16   |
| KT5/A2/Passaredo            | Kawasaki   | Kawasaki Ninja ZX-6R         | P    | 10  | Eduardo Costa Neto "Dudu" | 1–12   |
| KT5/A2/Passaredo            | Kawasaki   | Kawasaki Ninja ZX-6R         | P    | 96  | Alex Pires                | 1–16   |
| Contiauto Multimarcas       | Honda      | Honda CBR 600RR              | P    | 26  | Ademílson Peixer          | 1–16   |
| Contiauto Multimarcas       | Honda      | Honda CBR 600RR              | P    | 72  | Manuel Jiménez            | 1–16   |
| Speed Racing                | Triumph    | Triumph Street Triple 765 RS | P    | 75  | Sérgio Laurentys          | 1–16   |
| Speed Racing                | Triumph    | Triumph Street Triple 765 RS | P    | 80  | Rodrigo Souza             | 1–16   |
| Giro Moto/Ello Motorsport   | Bimota     | Bimota Fastrac 8250          | P    | 11  | Walter Pimentel           | 1–16   |
| Giro Moto/Ello Motorsport   | Bimota     | Bimota Fastrac 8250          | P    | 7   | Bruno Xavier              | 1–16   |
| BM Private Team             | Montesa    | Montesa Eagle 11             | P    | 306 | Cadu Colocci              | 1–16   |
| BM Private Team             | Montesa    | Montesa Eagle 11             | P    | 49  | Cayto Trivelatto          | 1–16   |
| BH Racing                   | Yamaha     | Yamaha YZF-R6                | P    | 64  | Matheus Oliveira          | 1–12   |
| BH Racing                   | Yamaha     | Yamaha YZF-R6                | P    | 1   | Giomar Milani             | 1–16   |
| PRO Racing Team             | Bimota     | Bimota Fastrac 8250          | P    | 19  | Charles Borotlosso        | 1–16   |
| Tom Racing                  | Norton     | Norton SHL M11               | P    | 3   | Fernando Lira             | 1–12   |
| Tom Racing                  | Norton     | Norton SHL M11               | P    | 17  | Rafa Nunes                | 1–16   |
| HG Motos Racing / Sky Commp | MV Agusta  | MV Agusta IBC 600v           | P    | 221 | Marcus Trotta             | 1–16   |
| HG Motos Racing / Sky Commp | MV Agusta  | MV Agusta IBC 600v           | P    | 708 | Igor Érnica               | 1–16   |
| Black Day Racing Team       | Suzuki     | Suzuki GSX-R 600             | P    | 925 | Raoni Farfán              | 1–12   |
| Black Day Racing Team       | Suzuki     | Suzuki GSX-R 600             | P    | 32  | Marcelo Dias              | 1–16   |
| PKM Racing                  | Yamaha     | Yamaha YZF-R6                | P    | 25  | André Veríssimo           | 1–16   |
| PKM Racing                  | Yamaha     | Yamaha YZF-R6                | P    | 6   | Gustavo Cecarelli         | 1–16   |
| RF Racing                   | Kawasaki   | Kawasaki Ninja ZX-6R         | P    | 14  | César Almeida             | 1–12   |
| Dynel's Racing Team         | Yamaha     | Yamaha YZF-R6                | P    | 68  | Édson Fibla               | 1–16   |
| Dynel's Racing Team         | Yamaha     | Yamaha YZF-R6                | P    | 36  | Júlio Fortunato           | 1–16   |
| Motom                       | Yamaha     | Yamaha YZF-R6                | P    | 9   | Pedro Sampaio             | 1–16   |
| Motom                       | Yamaha     | Yamaha YZF-R6                | P    | 94  | Lú Carvalho               | 1–16   |
| Serra Racing                | Triumph    | Triumph Street Triple 765 RS | P    | 99  | Gilvan Zeferino           | 1–16   |
| Serra Racing                | Triumph    | Triumph Street Triple 765 RS | P    | 100 | Érico Lima                | 1–16   |

| Legenda             |
| ------------------- |
| Piloto da Temporada |
| Piloto Convidado    |
| Piloto Substituto   |

### GP 250R
| Equipe                     | Construtor | Moto                 | Pneu | N.° | Nome do piloto                     | Rodada |
| -------------------------- | ---------- | -------------------- | ---- | --- | ---------------------------------- | ------ |
| 111RT                      | KTM        | KTM RC 390 R         | P    | 54  | Kelly Ribeiro                      | 1–16   |
| 111RT                      | KTM        | KTM RC 390 R         | P    | 77  | Rodrigo Camarão                    | 1–16   |
| Conexão Competições        | Suzuki     | Suzuki GSX-R 300     | P    | 3   | Márcio Miranda                     | 1–16   |
| Conexão Competições        | Suzuki     | Suzuki GSX-R 300     | P    | 66  | Wagner Augusto Nascimento          | 1–16   |
| Sagui Motos                | Honda      | Honda CBR250T        | P    | 56  | Antônio Télvio                     | 1–16   |
| Sagui Motos                | Honda      | Honda CBR250T        | P    | 84  | Lucas Portilho Pinheiro            | 1–16   |
| Duende Racing              | Yamaha     | Yamaha YZF-R3        | P    | 53  | Guilber Reis                       | 1–16   |
| Duende Racing              | Yamaha     | Yamaha YZF-R3        | P    | 43  | Wanderson Bandeira                 | 1–16   |
| Tuba Motors                | Kawasaki   | Kawasaki Ninja Z400  | P    | 99  | Igor Calura                        | 1–12   |
| Tuba Motors                | Kawasaki   | Kawasaki Ninja Z400  | P    | 24  | Victor Hugo Yano                   | 1–16   |
| Street Racing              | Honda      | Honda CBR250T        | P    | 92  | Marlinton dos Reis                 | 1–16   |
| Street Racing              | Honda      | Honda CBR250T        | P    | 22  | Ernani Moraginski                  | 1–16   |
| The Rabbit                 | Aprilia    | Aprilia Piaggio 300  | P    | 93  | Gustavo Pavoni                     | 1–12   |
| The Rabbit                 | Aprilia    | Aprilia Piaggio 300  | P    | 89  | Gabriel da Silva                   | 1–16   |
| JP Motorsport              | Honda      | Honda CBR250T        | P    | 39  | William Ribeiro                    | 1–16   |
| JP Motorsport              | Honda      | Honda CBR250T        | P    | 76  | Maurício Martins                   | 1–16   |
| CP Racing                  | Kawasaki   | Kawasaki Ninja Z400  | P    | 31  | Maycon Benassi                     | 1–16   |
| CP Racing                  | Kawasaki   | Kawasaki Ninja Z400  | P    | 35  | Rafael Portaluppi                  | 1–16   |
| Vortex Team                | Voxan      | Voxan Orion 250E     | P    | 12  | Gabriel Mattes                     | 1–16   |
| Vortex Team                | Voxan      | Voxan Orion 250E     | P    | 49  | Dilson Fernandes                   | 1–16   |
| Hofor Racing               | Kasinski   | Kasinski Olympus 250 | P    | 38  | Marco Wink                         | 1–16   |
| Hofor Racing               | Kasinski   | Kasinski Olympus 250 | P    | 1   | Rafael Noronha                     | 1–16   |
| Enrico Fulgenzi Racing     | Honda      | Honda CBR250T        | P    | 86  | Adriano Pavoni                     | 1–12   |
| Enrico Fulgenzi Racing     | Honda      | Honda CBR250T        | P    | 94  | Myro Matsishita                    | 1–16   |
| Enrico Fulgenzi Racing     | Honda      | Honda CBR250T        | P    | 95  | Rafael Pinheiro                    | 13–21  |
| Paganelli Racing           | Yamaha     | Yamaha YZF-R3        | P    | 57  | Leandro Lionese                    | 1–12   |
| Paganelli Racing           | Yamaha     | Yamaha YZF-R3        | P    | 51  | Nicolas Benevides "Nic Nottingham" | 1–16   |
| Moretti Racing Team        | Honda      | Honda CBR250T        | P    | 25  | Walteny Amaral                     | 1–16   |
| Moretti Racing Team        | Honda      | Honda CBR250T        | P    | 41  | Marcelo Cristal                    | 1–16   |
| Motocar Racing             | Kawasaki   | Kawasaki Ninja Z400  | P    | 14  | Lucas Prates                       | 1–12   |
| Motocar Racing             | Kawasaki   | Kawasaki Ninja Z400  | P    | 70  | Adílson Gomes                      | 1–16   |
| Rodas Mil Competições      | Voxan      | Voxan Orion 250E     | P    | 63  | Rafael Andrade                     | 1–16   |
| Rodas Mil Competições      | Voxan      | Voxan Orion 250E     | P    | 73  | Suel Dirluiz da Silva              | 1–16   |
| Wesley Testa Racing        | Yamaha     | Yamaha YZF-R3        | P    | 5   | Cléber Parrado                     | 1–12   |
| Wesley Testa Racing        | Yamaha     | Yamaha YZF-R3        | P    | 32  | José Duarte                        | 1–16   |
| ABM Racing                 | Triumph    | Triumph Mellor 250   | P    | 18  | Joélsu Mitiko                      | 1–16   |
| ABM Racing                 | Triumph    | Triumph Mellor 250   | P    | 62  | Rubens Pacheco                     | 1–16   |
| Castrol Racing             | Yamaha     | Yamaha YZF-R3        | P    | 79  | Julio Castroviejo                  | 1–16   |
| Castrol Racing             | Yamaha     | Yamaha YZF-R3        | P    | 64  | Flávio Caetano                     | 1–16   |
| Girão Racing               | Kawasaki   | Kawasaki Ninja Z400  | P    | 81  | Fabiano Vaz                        | 1–16   |
| Girão Racing               | Kawasaki   | Kawasaki Ninja Z400  | P    | 10  | Claudinei Silva                    | 1–16   |
| Duda Racing Team           | Suzuki     | Suzuki GSX-R 300     | P    | 90  | Daniel Oliveira                    | 1–16   |
| Duda Racing Team           | Suzuki     | Suzuki GSX-R 300     | P    | 8   | Ângelo Vieira                      | 1–16   |
| Motonil Motors / UsatecBSB | Kawasaki   | Kawasaki Ninja Z400  | P    | 82  | Samara Andrade                     | 1–16   |
| Fábio Loko Racing          | Honda      | Honda CBR250T        | P    | 59  | Pedro Sampaio                      | 1–16   |
| Fábio Loko Racing          | Honda      | Honda CBR250T        | P    | 9   | Meikon Kawakami                    | 1–16   |
| Fábio Loko Racing          | Honda      | Honda CBR250T        | P    | 21  | Sabrina Paiuta                     | 1–16   |
| Fábio Loko Racing          | Honda      | Honda CBR250T        | P    | 97  | Ton Kawakami                       | 1–16   |
| Gilberto Motos             | Suzuki     | Suzuki GSX-R 300     | P    | 47  | Hebert Pereira                     | 1–16   |
| Gilberto Motos             | Suzuki     | Suzuki GSX-R 300     | P    | 69  | Ângelo Vieira                      | 1–16   |

| Legenda             |
| ------------------- |
| Piloto da Temporada |
| Piloto Convidado    |
| Piloto Substituto   |

## Resultados

### GP 1000
| Ronda | Circuito                           | Fecha            | Pole Position    | Vuelta rápida    | Piloto ganador   | Equipo ganador                           | Constructor | Ref.   |
| ----- | ---------------------------------- | ---------------- | ---------------- | ---------------- | ---------------- | ---------------------------------------- | ----------- | ------ |
| 1     | Grande Prêmio de São Paulo         | 21 de abril      | Alex Barros      | Alex Barros      | Alex Barros      | BMW Motorrad Petronas Alex Barros Racing | BMW         | [ 11 ] |
| 2     | Grande Prêmio de Curitiba          | 26 de mayo       | Luciano Ribodino | Luciano Ribodino | Luciano Ribodino | BMW Motorrad Petronas Alex Barros Racing | BMW         | [ 12 ] |
| 3     | Grande Prêmio de Interlagos        | 23 de junio      | Luciano Ribodino | Wesley Gutierrez | Luciano Ribodino | BMW Motorrad Petronas Alex Barros Racing | BMW         | [ 13 ] |
| 4     | Grande Prêmio de Brasília          | 28 de julio      | Miguel Praia     | Diego Faustino   | Diego Faustino   | Axo Racing Team                          | BMW         | [ 14 ] |
| 5     | Grande Prêmio Cascavel             | 25 de agosto     | Luciano Ribodino | Miguel Praia     | Diego Pierluigi  | Misano Racing Team                       | Kawasaki    | [ 15 ] |
| 6     | Grande Prêmio de Petrobrás         | 22 de septiembre | Diego Pierluigi  | Diego Pierluigi  | Diego Pierluigi  | Misano Racing Team                       | Kawasaki    | [ 16 ] |
| 7     | Grande Prêmio de Santa Cruz do Sul | 20 de octubre    | Luciano Ribodino | Luciano Ribodino | Diego Pierluigi  | Misano Racing Team                       | Kawasaki    | [ 17 ] |
| 8     | Grande Prêmio Goiás                | 17 de noviembre  | Diego Pierluigi  | Diego Pierluigi  | Diego Pierluigi  | Misano Racing Team                       | Kawasaki    | [ 18 ] |

### GP Light
| Ronda | Circuito                           | Fecha            | Pole Position      | Vuelta rápida      | Piloto ganador     | Equipo ganador        | Constructor | Ref.   |
| ----- | ---------------------------------- | ---------------- | ------------------ | ------------------ | ------------------ | --------------------- | ----------- | ------ |
| 1     | Grande Prêmio de Curitiba          | 3 de mayo        | Renato Andreghetto | Marcelo Cortes     | Renato Andreghetto | Petronas Eurobike SBK | BMW         | [ 19 ] |
| 2     | Grande Prêmio de Cascavel          | 31 de mayo       | André Paiato       | André Paiato       | André Paiato       | WCM Motorsport        | Honda       | [ 20 ] |
| 3     | Grande Prêmio Goiás                | 28 de junio      | Renato Andreghetto | Renato Andreghetto | Renato Andreghetto | Petronas Eurobike SBK | BMW         | [ 21 ] |
| 4     | Grande Prêmio de São Paulo         | 26 de julio      | Renato Andreghetto | Flávio Sukar       | Renato Andreghetto | Petronas Eurobike SBK | BMW         | [ 22 ] |
| 5     | Grande Prêmio Pirelli              | 30 de agosto     | André Paiato       | Renato Andreghetto | Renato Andreghetto | Petronas Eurobike SBK | BMW         | [ 23 ] |
| 6     | Grande Prêmio de Brasília          | 27 de septiembre | Renato Andreghetto | Renato Andreghetto | Renato Andreghetto | Petronas Eurobike SBK | BMW         | [ 24 ] |
| 7     | Grande Prêmio de Santa Cruz do Sul | 25 de octubre    | André Paiato       | Davi Lara Costa    | Henrique Castro    | Team Webster          | Kawasaki    | [ 25 ] |
| 8     | Grande Prêmio Petrobrás            | 29 de noviembre  | Renato Andreghetto | Renato Andreghetto | Renato Andreghetto | Petronas Eurobike SBK | BMW         | [ 26 ] |

### GP 600
| Ronda | Circuito                           | Fecha            | Pole Position       | Vuelta rápida       | Piloto ganador      | Equipo ganador         | Constructor | Ref.   |
| ----- | ---------------------------------- | ---------------- | ------------------- | ------------------- | ------------------- | ---------------------- | ----------- | ------ |
| 1     | Grande Prêmio de São Paulo         | 21 de abril      | Rafael Bertagnolli  | Rafael Bertagnolli  | Sérgio Fasci        | Carlos Barcelos Racing | Yamaha      | [ 27 ] |
| 2     | Grande Prêmio de Curitiba          | 26 de mayo       | Rafael Bertagnolli  | Rafael Bertagnolli  | Rafael Bertagnolli  | BSB Motor Racing       | Kawasaki    | [ 28 ] |
| 3     | Grande Prêmio de Interlagos        | 23 de junio      | Rafael Bertagnolli  | Rafael Bertagnolli  | Rafael Bertagnolli  | BSB Motor Racing       | Kawasaki    | [ 29 ] |
| 4     | Grande Prêmio de Brasília          | 28 de julio      | Ademílson Peixer    | Rafael Bertagnolli  | Rafael Bertagnolli  | BSB Motor Racing       | Kawasaki    | [ 30 ] |
| 5     | Grande Prêmio Cascavel             | 25 de agosto     | Sérgio Fasci        | Sérgio Fasci        | Sérgio Fasci        | Carlos Barcelos Racing | Yamaha      | [ 31 ] |
| 6     | Grande Prêmio de Petrobrás         | 22 de septiembre | Sérgio Fasci        | Nicolas Tortone     | Rafael Bertagnolli  | BSB Motor Racing       | Kawasaki    | [ 32 ] |
| 7     | Grande Prêmio de Santa Cruz do Sul | 20 de octubre    | Maximiliano Gerardo | Maximiliano Gerardo | Maximiliano Gerardo | Carlos Barcelos Racing | Yamaha      | [ 33 ] |
| 8     | Grande Prêmio Goiás                | 17 de noviembre  | Sérgio Fasci        | Maximiliano Gerardo | Sérgio Fasci        | Carlos Barcelos Racing | Yamaha      | [ 34 ] |

### GP 250R
| Ronda | Circuito                           | Fecha            | Pole Position   | Vuelta rápida  | Piloto ganador  | Equipo ganador    | Constructor | Ref.   |
| ----- | ---------------------------------- | ---------------- | --------------- | -------------- | --------------- | ----------------- | ----------- | ------ |
| 1     | Grande Prêmio de São Paulo         | 21 de abril      | Pedro Sampaio   | Igor Calura    | Igor Calura     | Tuba Motors       | Kawasaki    | [ 35 ] |
| 2     | Grande Prêmio de Curitiba          | 26 de mayo       | Sabrina Paiuta  | Sabrina Paiuta | Sabrina Paiuta  | Fábio Loko Racing | Honda       | [ 36 ] |
| 3     | Grande Prêmio de Interlagos        | 23 de junio      | Meikon Kawakami | Sabrina Paiuta | Sabrina Paiuta  | Fábio Loko Racing | Honda       | [ 37 ] |
| 4     | Grande Prêmio de Brasília          | 28 de julio      | Joélsu Mitiko   | Ton Kawakami   | Igor Calura     | Tuba Motors       | Kawasaki    | [ 38 ] |
| 5     | Grande Prêmio Cascavel             | 25 de agosto     | Pedro Sampaio   | Pedro Sampaio  | Meikon Kawakami | Fábio Loko Racing | Honda       | [ 39 ] |
| 6     | Grande Prêmio de Petrobrás         | 22 de septiembre | Pedro Sampaio   | Fabiano Vaz    | Fabiano Vaz     | Girão Racing      | Kawasaki    | [ 40 ] |
| 7     | Grande Prêmio de Santa Cruz do Sul | 20 de octubre    | Pedro Sampaio   | Maycon Benassi | Pedro Sampaio   | Fábio Loko Racing | Honda       | [ 41 ] |
| 8     | Grande Prêmio Goiás                | 17 de noviembre  | Pedro Sampaio   | Pedro Sampaio  | Pedro Sampaio   | Fábio Loko Racing | Honda       | [ 42 ] |

## Calificación general

### GP 1000
| Pos. | Rider                | Moto     | Clase | SPO | CTB | INT | BSB | CAS | PET | SCZ | GOI | Pts. |
| ---- | -------------------- | -------- | ----- | --- | --- | --- | --- | --- | --- | --- | --- | ---- |
| 1    | Luciano Ribodino     | BMW      | PRO   | 2   | 1   | 1   | 2   | 5   | 2   | 3   | 2   | 150  |
| 2    | Diego Pierluigi      | Kawasaki | PRO   |     |     | 2   | 10  | 1   | 1   | 1   | 1   | 126  |
| 3    | Wesley Gutierrez     | Kawasaki | PRO   | Ret | 2   | 3   | 8   | 3   | 4   | 2   | Ret | 95   |
| 4    | Miguel Praia         | Honda    | PRO   | 9   | 6   | 6   | 4   | 2   | 5   | 9   | 3   | 88   |
| 5    | Danilo Lewis         | Kawasaki | PRO   | 11  | 3   | 7   | 3   | 6   | 3   | 10  | 5   | 85   |
| 6    | Diego Faustino       | BMW      | PRO   | 3   | 4   | Ret | 1   | 8   |     | Ret | 6   | 72   |
| 7    | Alecsandre De Grandi | Honda    | PRO   | 7   | 11  | 8   | 9   | 7   | 8   | 11  | 8   | 54   |
| 8    | Lucas Barros         | BMW      | PRO   |     | 5   | 5   | 6   | 11  | 6   |     |     | 47   |
| 9    | Luís Fittipaldi      | Kawasaki | PRO   |     |     | 11  | 11  | 10  | 10  | 6   | 10  | 33   |
| 10   | Alan Douglas Santos  | Kawasaki | PRO   | 5   | Ret | Ret | 5   | Ret | 7   | Ret | Ret | 31   |
| 11   | Daniel Lenzi         | BMW      | PRO   | 18  | 13  | 13  | 12  | 14  | 12  | 7   | 11  | 30   |
| 12   | Alex Barros          | BMW      | PRO   | 1   |     |     |     |     |     |     |     | 27   |
| 13   | Marcos Salles        | BMW      | PRO   | 15  | Ret | 14  | 13  | 13  | 13  | 8   | 9   | 27   |
| 14   | Nick Iatauro         | Kawasaki | PRO   |     | 10  | Ret |     | Ret | 9   | 5   | Ret | 24   |
| 15   | Nico Ferreira        | Kawasaki | PRO   |     |     |     | 7   |     |     | 4   | 7   | 22   |
| 16   | Sebastiano Zerbo     | Ducati   | PRO   | 8   | Ret | 4   |     |     |     |     |     | 21   |
| 17   | Diego Pretel         | Ducati   | PRO   | Ret | 8   | 9   |     | 12  |     |     |     | 19   |
| 18   | Ricieri Luvizotto    | Suzuki   | PRO   | 4   | 9   | Ret | Ret | 4   | Ret | Ret | 4   | 16   |
| 19   | Murilo Colatreli     | Kawasaki | PRO   | 6   |     |     |     |     |     |     |     | 10   |
| 20   | Alberto López        | BMW      | PRO   | 10  | 7   | 10  |     |     |     |     |     | 9    |
| 21   | Bruno Silva          | Kawasaki | PRO   |     |     |     |     | 9   |     |     |     | 7    |
| 22   | Alex Power           | Kawasaki | PRO   |     |     |     |     |     | 11  |     |     | 5    |
| 23   | Hélder Shad          | Yamaha   | PRO   | 12  | Ret |     |     |     |     |     |     | 4    |
| 24   | André Di Gallo       | Kawasaki | PRO   |     |     | 12  |     | DSQ |     |     |     | 4    |
| 25   | Ricardo Suñe         | BMW      | PRO   |     | 12  |     |     |     |     |     |     | 4    |
| 26   | Octávio Lucchini     | Yamaha   | PRO   | 13  |     |     |     |     |     |     |     | 3    |
| 27   | Victor Moura         | BMW      | PRO   | 14  | Ret |     |     |     |     |     |     | 2    |
| 28   | Fabiano Alegre       | Kawasaki | PRO   |     |     |     |     |     | 14  |     |     | 2    |
| 29   | Robson Portaluppi    | Kawasaki | PRO   |     |     |     |     |     | 15  |     |     | 1    |
| 30   | André Luiz Carvalho  | Kawasaki | PRO   | 17  |     |     |     |     |     |     |     | 0    |
| 31   | Alex de Quadros      | Kawasaki | PRO   | 16  |     |     |     |     |     |     |     | 0    |
| 32   | Jaime Cristóbal      | Kawasaki | PRO   | Ret |     |     |     |     |     |     |     | 0    |
| 33   | Pierre Chofard       | Kawasaki | PRO   | Ret |     |     |     |     |     |     |     | 0    |
| 34   | Rafael Paschoalin    | Ducati   | PRO   | Ret |     |     |     |     |     |     |     | 0    |
| 35   | Leandro Rad          | Suzuki   | PRO   |     |     |     |     |     | INF | DSQ |     | 0    |
| Pos. | Rider                | Moto     | Clase | SPO | CTB | INT | BSB | CAS | PET | SCZ | GOI | Pts. |

### GP Light
| Pos. | Rider                    | Moto      | Clase | SPO | RJO | INT | BSB | CGR | SCZ | CAS | PIR | Pts. |
| ---- | ------------------------ | --------- | ----- | --- | --- | --- | --- | --- | --- | --- | --- | ---- |
| 1    | Renato Andreghetto       | BMW       | LGT   | 1   | 2   | 1   | 1   | 1   | 1   | 4   | 1   | 183  |
| 2    | André Paiato             | Honda     | LGT   | 2   | 1   | 3   | 2   | 2   | 2   | 2   | 2   | 161  |
| 3    | Henrique Castro          | Kawasaki  | LGT   | 5   | 6   | 5   | 6   | 13  | 3   | 1   | 5   | 97   |
| 4    | Davi Lara Costa          | BMW       | LGT   | 4   | 17  | 2   | 13  | 3   | Ret | 3   | 3   | 84   |
| 5    | Paulinho Kamba           | Yamaha    | LGT   | 7   | 8   | Ret | 7   | 5   | 7   | 6   | 4   | 69   |
| 6    | Flávio Sukar             | Ducati    | LGT   | 6   | 5   |     | 3   | Ret | 4   |     | 9   | 57   |
| 7    | Fábio Adas               | Honda     | LGT   | 12  | 14  | 7   |     | 4   | 5   | 5   |     | 50   |
| 8    | Sidnei Scigliano         | Suzuki    | MAS   | 11  | 19  | 10  | 4   | Ret | 17  | 11  | 7   | 38   |
| 9    | Marcelo Cortes           | Triumph   | LGT   | 3   | Ret | 4   | 8   | Ret |     |     |     | 37   |
| 10   | Eliandro Simonini        | BMW       | LGT   | 15  | 7   | 11  | 16  | 16  | 6   |     | 6   | 35   |
| 11   | Victor Braga             | Voxan     | LGT   | Ret | 16  | 9   | 9   | 6   | 12  |     |     | 28   |
| 12   | Gustavo Herrera          | Ducati    | LGT   |     | 3   | 6   | Ret |     |     |     |     | 26   |
| 13   | Rafa Nunes               | BMW       | LGT   |     |     | Ret | 5   | 8   |     |     | Ret | 19   |
| 14   | Alen Modesto             | Yamaha    | LGT   |     | 32  | 30  | Ret | 24  | 14  | 7   | 8   | 19   |
| 15   | André Escomparim         | Yamaha    | LGT   | 20  | Ret | 22  | 10  | Ret |     | 8   | 11  | 19   |
| 16   | Élder Cabreira           | Triumph   | LGT   |     | 10  | 13  |     | 17  | 8   |     |     | 17   |
| 17   | Ricardo Levy             | MV Agusta | LGT   | 10  | 18  | 12  |     | 10  |     |     |     | 16   |
| 18   | Leocir "Léo" de Oliveira | Montesa   | LGT   | 28  | 4   | DSQ | Ret |     | 22  | 14  |     | 15   |
| 19   | Michel Velludo           | Triumph   | LGT   |     |     | 17  | 17  | 12  | 11  |     | 10  | 15   |
| 20   | Pedro Barata Lins        | Cagiva    | LGT   | 27  | 22  |     | Ret | Ret | 10  | 10  | 14  | 14   |
| 21   | Othon Russo              | Aprilia   | LGT   | 13  | 27  | 18  | 11  | 11  |     |     |     | 13   |
| 22   | Luís Fittipaldi          | BRP       | LGT   | 8   | 12  |     |     |     |     |     |     | 12   |
| 23   | Waguinho Duarte          | Yamaha    | LGT   |     |     |     | 15  | 18  | 16  | 9   | 12  | 12   |
| 24   | Alberto Braga            | KTM       | MAS   | 14  | 15  | 15  | Ret | 9   |     |     |     | 11   |
| 25   | Francisco Snoeck         | Honda     | LGT   | Ret | 9   |     | Ret | 15  | 15  |     |     | 11   |
| 26   | Emílio Fasanelli         | BRP       | LGT   |     |     |     |     | 7   |     |     |     | 9    |
| 27   | Diogo Ramos              | BRP       | LGT   |     | Ret | 8   | Ret |     |     |     |     | 8    |
| 28   | Rogério Gentil           | Kawasaki  | LGT   |     |     |     |     |     | 9   |     |     | 7    |
| 29   | William Pontes           | Yamaha    | LGT   | 9   |     |     |     |     |     |     |     | 7    |
| 30   | Marlon Felizardo         | Honda     | LGT   | 26  | 11  | Ret |     |     |     |     |     | 5    |
| 31   | Tiago Pavanelli          | MV Agusta | LGT   | 17  | 13  | Ret | 12  | 26  |     |     |     | 5    |
| 32   | Egon Kothy               | Midual    | LGT   | 19  | 28  | 20  | 14  | 14  | 21  | 16  | 13  | 5    |
| 33   | Leonardo Moreno          | Suzuki    | LGT   |     |     |     |     |     |     | 12  |     | 4    |
| 34   | Carlos Barcelos          | Cagiva    | LGT   |     | Ret |     | 21  |     | 19  | 13  | 23  | 3    |
| 35   | Marcos Boeira            | Ducati    | LGT   |     |     |     |     |     | 13  |     |     | 3    |
| 36   | Romes César              | Honda     | LGT   |     |     | 14  |     |     |     |     |     | 2    |
| 37   | Ricardo Gonçalves        | Mahindra  | LGT   |     |     |     |     | 21  |     |     | 15  | 1    |
| 38   | Levy Mendes Lopes        | Midual    | LGT   | 16  |     |     | 20  | 22  | 25  | 15  | 16  | 1    |
| 39   | José Gregório            | Mahindra  | LGT   |     | 20  | 16  |     |     |     |     |     | 0    |
| 40   | Alessandro Andrade       | Ducati    | LGT   |     |     |     |     |     |     |     | 17  | 0    |
| 41   | Francisco Jesuíno        | Derbi     | LGT   |     | 33  | 29  | 18  | 28  | 18  |     |     | 0    |
| 42   | Fernando Santos          | Husqvarna | LGT   |     | 31  | 27  |     | Ret | 27  | 17  | 19  | 0    |
| 43   | Rodrigo Araújo do Vale   | Husqvarna | LGT   | 30  | 29  | 24  | 19  | 27  |     | 18  | 24  | 0    |
| 44   | Emerson Hidalgo          | BRP       | LGT   |     |     |     |     |     |     |     | 18  | 0    |
| 45   | José Aguilar             | Kawasaki  | MAS   | 18  |     |     |     |     |     |     |     | 0    |
| 46   | Édson Luiz               | Derbi     | LGT   | 29  | 21  | 19  |     | Ret |     | 19  | 25  | 0    |
| 47   | Sérgio Prates            | Mahindra  | LGT   | 31  | 30  | Ret | 22  | 19  | 23  | 20  | 21  | 0    |
| 48   | Renan Abreu              | Ducati    | LGT   |     |     |     |     |     |     |     | 20  | 0    |
| 49   | Gustavo Levy             | BMW       | LGT   |     |     |     |     | 20  |     |     |     | 0    |
| 50   | Paulo César Berto        | MV Agusta | LGT   |     |     |     |     |     | 20  |     |     | 0    |
| 51   | José Renato Ferrucio     | Honda     | LGT   | 21  | 25  |     |     |     |     |     |     | 0    |
| 52   | Diaz Lavorrerse          | Yamaha    | LGT   |     |     | 21  |     |     |     |     |     | 0    |
| 53   | Élson Tenebra Otero      | Peugeot   | LGT   | 22  | Ret | Ret |     | Ret |     |     |     | 0    |
| 54   | Abner Gatto              | Honda     | LGT   |     |     |     |     |     |     |     | 22  | 0    |
| 55   | Guilherme Emmer          | Aprilia   | LGT   | 24  |     | Ret |     | 23  | 26  |     |     | 0    |
| 56   | Alex Pires               | Kawasaki  | LGT   |     |     | 23  |     |     |     |     |     | 0    |
| 57   | Mateus Piva              | Kawasaki  | LGT   |     | 23  |     |     |     |     |     |     | 0    |
| 58   | Nélson Gonçalves         | KTM       | MAS   | 23  | 24  |     |     |     |     |     |     | 0    |
| 59   | Rodrigo Camarão          | Peugeot   | LGT   | 36  |     |     |     |     | 24  |     |     | 0    |
| 60   | Osmar Gonçalves          | Voxan     | LGT   |     |     |     |     | 25  |     |     |     | 0    |
| 61   | Hebert Ribeiro           | Kawasaki  | LGT   | 25  |     | 26  |     |     |     |     |     | 0    |
| 62   | Yrio Azevedo             | Aprilia   | LGT   |     |     | 25  |     |     |     |     |     | 0    |
| 63   | Jorge Jiménez            | Kawasaki  | LGT   |     | 26  | 28  |     |     |     |     |     | 0    |
| 64   | Jason Valladares         | Suzuki    | LGT   |     |     |     |     |     |     |     | 26  | 0    |
| 65   | Mardezínio Rocha         | Mahindra  | LGT   |     |     |     |     |     | 28  |     |     | 0    |
| 66   | Carlinhos Trigo          | BMW       | LGT   |     |     |     |     | 29  |     |     |     | 0    |
| 67   | Babi Paz                 | BMW       | LGT   |     | Ret | 31  |     |     |     |     |     | 0    |
| 68   | Cristiano Lorenz         | Suzuki    | LGT   | 34  |     |     |     |     |     |     |     | 0    |
| 69   | Luciano Gomes            | Honda     | LGT   | 32  |     |     |     |     |     |     |     | 0    |
| 70   | Marcelo de Oliveira      | Honda     | LGT   | 33  |     |     |     |     |     |     |     | 0    |
| 71   | Walmir Júnior            | KTM       | LGT   | 37  |     |     |     |     |     |     |     | 0    |
| 72   | Fernando Silva           | Yamaha    | MAS   | 35  |     |     |     |     |     |     |     | 0    |
| 73   | Gustavo Cecarelli        | Suzuki    | LGT   |     |     |     |     |     | NC  |     |     | 0    |
| 74   | Cristiano Ferreira       | BMW       | LGT   | DSQ | Ret |     |     |     |     |     |     | 0    |
| 75   | Alessandro Ferraz        | BMW       | LGT   |     | Ret | Ret |     |     |     |     |     | 0    |
| 76   | Heferson Ferraz          | Kawasaki  | LGT   | Ret |     | Ret |     |     |     |     |     | 0    |
| 77   | Gilvan Zeferino          | Ducati    | LGT   |     |     |     |     |     |     | Ret |     | 0    |
| 78   | Fernando Perini          | MV Agusta | LGT   |     |     |     |     |     | Ret |     |     | 0    |
| 79   | Rodrigo Sampaio          | Aprilia   | LGT   |     |     | Ret |     |     |     |     |     | 0    |
| 80   | Sandro Venezuela         | KTM       | LGT   | Ret |     | Ret |     |     |     |     |     | 0    |
| 81   | Wesler Godoy             | KTM       | LGT   |     | Ret |     |     |     |     |     |     | 0    |
| 82   | Dr. Remi                 | Kawasaki  | MAS   |     |     |     | Ret |     |     |     |     | 0    |
| 83   | José Furtado             | Honda     | MAS   |     |     |     |     | Ret |     |     |     | 0    |
| 84   | Romes Franco             | KTM       | LGT   |     |     |     |     |     |     |     | DSQ | 0    |
| 85   | Sérgio Figueiredo        | Honda     | MAS   |     |     |     |     |     | DNS |     |     | 0    |
| Pos. | Rider                    | Moto      | Clase | SPO | RJO | INT | BSB | CGR | SCZ | CAS | PIR | Pts. |

### GP 600
| Pos. | Rider                     | Moto      | Clase | SPO | CTB | INT | BSB | CAS | PET | SCZ | GOI | Pts. |
| ---- | ------------------------- | --------- | ----- | --- | --- | --- | --- | --- | --- | --- | --- | ---- |
| 1    | Rafael Bertagnolli        | Kawasaki  | PRO   | Ret | 1   | 1   | 1   | 10  | 1   | 5   | 7   | 129  |
| 2    | Sérgio Fasci              | Yamaha    | PRO   | 1   |     | DSQ | 4   | 1   | 2   | 2   | 1   | 128  |
| 3    | Ademílson Peixer          | Honda     | PRO   | 6   | 2   | 4   | 2   | 7   | 8   | 6   | 5   | 101  |
| 4    | Eduardo Costa Neto "Dudu" | Kawasaki  | PRO   | 8   | 6   | 3   | 6   | 2   | 9   | 9   | 11  | 83   |
| 5    | Sérgio Laurentys          | Triumph   | PRO   | 4   | 5   | 5   | 7   | 11  | 6   | 7   | 12  | 72   |
| 6    | Gustavo Cecarelli         | Yamaha    | PRO   |     |     | 7   | 3   | 5   | 4   | 8   | 10  | 63   |
| 7    | Nicolas Tortone           | Kawasaki  | PRO   |     |     |     | DSQ | 4   | 3   | 3   | 3   | 61   |
| 8    | André Veríssimo           | Yamaha    | PRO   | 2   | 3   | Ret | Ret | DSQ | 5   |     | 6   | 57   |
| 9    | Marciano Santin           | Kawasaki  | PRO   | 5   | 4   | 6   | Ret | 13  | 7   | 11  |     | 51   |
| 10   | Alex Pires                | Kawasaki  | PRO   | 10  | 9   | 10  | 5   | 9   | Ret | 10  | 13  | 46   |
| 11   | Maximiliano Gerardo       | Yamaha    | PRO   |     |     |     |     |     |     | 1   | 2   | 45   |
| 12   | Manuel Jiménez            | Honda     | PRO   | 3   | Ret | 2   | 8   | Ret | DSQ |     |     | 44   |
| 13   | Marcus Trotta             | MV Agusta | PRO   | 7   | 10  | 9   |     | 3   |     |     |     | 38   |
| 14   | Joélsu da Silva           | Honda     | PRO   |     |     |     |     |     |     | 4   | 4   | 26   |
| 15   | Ives Moraes               | Honda     | PRO   | 9   | 8   |     |     | 6   |     |     |     | 25   |
| 16   | Igor Érnica               | MV Agusta | PRO   | DNQ | Ret | 8   | DSQ | Ret | 10  | Ret | 8   | 22   |
| 17   | Raoni Farfán              | Suzuki    | PRO   | 13  | 7   | Ret |     | 8   |     |     |     | 20   |
| 18   | César Almeida             | Kawasaki  | PRO   | 12  | 11  |     |     |     |     |     |     | 9    |
| 19   | Matheus Oliveira          | Yamaha    | PRO   |     |     |     |     |     |     |     | 9   | 7    |
| 20   | Marcelo Dias              | Suzuki    | PRO   |     |     | Ret |     |     |     | 12  | 15  | 5    |
| 21   | Gilvan Zeferino           | Triumph   | PRO   | 11  | Ret |     |     |     |     |     |     | 5    |
| 22   | Giomar Milani             | Yamaha    | PRO   |     |     | 11  |     |     |     |     |     | 5    |
| 23   | Pedro Sampaio             | Yamaha    | PRO   |     |     |     |     |     | 11  |     |     | 5    |
| 24   | Édson Fibla               | Yamaha    | PRO   | Ret |     | 12  |     |     |     |     |     | 4    |
| 25   | Marcos Venícius Macapá    | Honda     | PRO   | 15  | 13  | Ret |     |     |     |     |     | 4    |
| 26   | Rodrigo Souza             | Triumph   | PRO   | Ret | 12  |     |     |     |     |     |     | 4    |
| 27   | Júlio Fortunato           | Yamaha    | PRO   |     |     |     |     | 12  |     |     |     | 4    |
| 28   | Gabriel da Silva Jacques  | Kawasaki  | PRO   |     |     | 13  |     |     |     |     |     | 3    |
| 29   | Lucas Bittencourt         | Kawasaki  | PRO   |     |     |     |     |     |     |     | 14  | 2    |
| 30   | Érico Lima                | Triumph   | PRO   |     |     |     |     | 14  |     |     |     | 2    |
| 31   | Fernando Lira             | Norton    | PRO   | 14  |     |     |     |     |     |     |     | 2    |
| 32   | Bruno Xavier              | Bimota    | PRO   |     |     |     |     |     | INF |     |     | 0    |
| 33   | Cadu Colocci              | Montesa   | PRO   |     | Ret |     |     |     |     |     |     | 0    |
| 34   | Cayto Trivelatto          | Montesa   | PRO   | Ret |     |     |     |     |     |     |     | 0    |
| 35   | Charles Borotlosso        | Bimota    | PRO   |     |     |     |     | Ret |     |     |     | 0    |
| 36   | Hike Bodan                | Honda     | PRO   |     |     |     |     |     | Ret |     |     | 0    |
| 37   | Lú Carvalho               | Yamaha    | PRO   |     |     |     |     |     |     |     | Ret | 0    |
| 38   | Rafa Nunes                | Norton    | PRO   |     | Ret |     |     |     |     |     |     | 0    |
| 39   | Telmo Dias                | Kawasaki  | PRO   |     |     |     |     |     |     |     | DSQ | 0    |
| 40   | Walter Pimentel           | Bimota    | PRO   | Ret |     |     |     |     |     |     |     | 0    |
| Pos. | Rider                     | Moto      | Clase | SPO | CTB | INT | BSB | CAS | PET | SCZ | GOI | Pts. |

### GP 250R
| Pos. | Rider                              | Moto     | Clase | SPO | CTB | INT | BSB | CAS | PET | SCZ | GOI | Pts. |
| ---- | ---------------------------------- | -------- | ----- | --- | --- | --- | --- | --- | --- | --- | --- | ---- |
| 1    | Pedro Sampaio                      | Honda    | PRO   | 3   | 8   | 3   | 4   | Ret | 2   | 1   | 1   | 123  |
| 2    | Meikon Kawakami                    | Honda    | PRO   | 8   | 2   | 2   | 5   | 1   | Ret | 2   | 3   | 120  |
| 3    | Sabrina Paiuta                     | Honda    | PRO   | Ret | 1   | 1   | 2   |     |     |     | 2   | 95   |
| 4    | Ton Kawakami                       | Honda    | PRO   | 10  | 5   | 9   | 7   | 3   | 8   | 5   | 4   | 81   |
| 5    | Cléber Parrado                     | Yamaha   | PRO   |     | 6   | 8   | 6   | 2   |     | 6   | 7   | 67   |
| 6    | Igor Calura                        | Kawasaki | PRO   | 1   | 3   | DSQ | 1   | DSQ |     |     |     | 66   |
| 7    | Maycon Benassi                     | Kawasaki | PRO   | 11  | 10  | 13  | 9   | 9   | 7   | 4   | 6   | 60   |
| 8    | Fabiano Vaz                        | Kawasaki | PRO   |     | 4   | 4   |     |     | 1   |     |     | 51   |
| 9    | Hebert Pereira                     | Suzuki   | PRO   | 4   | 7   | 10  |     |     | 3   |     |     | 44   |
| 10   | Julio Castroviejo                  | Yamaha   | PRO   | 6   | 11  | 6   | 11  | 7   |     |     |     | 39   |
| 11   | Antônio Télvio                     | Honda    | PRO   |     | 13  | Ret | 12  | 8   | 11  | 7   | 11  | 34   |
| 12   | Joélsu Mitiko                      | Triumph  | PRO   |     | 9   |     | 3   | DSQ | 4   |     |     | 36   |
| 13   | Suel Dirluiz da Silva              | Voxan    | PRO   |     |     | 7   | 8   | Ret |     |     | 5   | 28   |
| 14   | Claudinei Silva                    | Kawasaki | PRO   | 5   |     |     |     | 4   |     |     |     | 24   |
| 15   | Walteny Amaral                     | Honda    | PRO   |     | 19  | 14  | 13  | 10  | 14  | 8   |     | 21   |
| 16   | Gustavo Pavoni                     | Aprilia  | PRO   | 2   |     |     |     |     |     |     |     | 20   |
| 17   | Leandro Lionese                    | Yamaha   | PRO   | 7   | DSQ | 5   |     | Ret |     |     |     | 20   |
| 18   | Nicolas Benevides "Nic Nottingham" | Yamaha   | PRO   | 15  |     |     | 10  | Ret | 12  | Ret | 8   | 19   |
| 19   | Gabriel da Silva                   | Aprilia  | PRO   |     |     |     |     |     |     | 3   |     | 16   |
| 20   | Wagner Augusto Nascimento          | Suzuki   | PRO   | 13  | Ret | 15  |     | 13  | 13  |     | 13  | 13   |
| 21   | Lucas Portilho Pinheiro            | Honda    | PRO   |     |     | 12  |     | 14  |     |     | 9   | 13   |
| 22   | Rubens Pacheco                     | Triumph  | PRO   | 9   |     | 11  |     |     |     |     |     | 12   |
| 23   | Ernani Moraginski                  | Honda    | PRO   |     |     |     |     |     | 5   |     |     | 11   |
| 24   | Maurício Martins                   | Honda    | PRO   |     |     |     |     | 5   |     |     |     | 11   |
| 25   | Wanderson Bandeira                 | Yamaha   | PRO   |     |     | Ret | Ret | 6   |     |     |     | 10   |
| 26   | Marlinton dos Reis                 | Honda    | PRO   |     |     |     |     |     | 6   |     |     | 10   |
| 27   | Gabriel Mattes                     | Voxan    | PRO   |     |     |     |     |     | 9   |     |     | 7    |
| 28   | Marco Wink                         | Kasinski | PRO   |     |     |     |     |     |     | 9   |     | 7    |
| 29   | José Duarte                        | Yamaha   | PRO   |     |     |     |     |     |     |     | 10  | 6    |
| 30   | Rafael Portaluppi                  | Kawasaki | PRO   |     |     |     |     |     | 10  |     |     | 6    |
| 31   | Marcelo Cristal                    | Honda    | PRO   |     |     |     |     | 11  |     |     |     | 5    |
| 32   | Rafael Pinheiro                    | Honda    | PRO   | 16  |     |     |     | 12  |     |     |     | 4    |
| 33   | Rodrigo Camarão                    | KTM      | PRO   |     |     |     |     |     |     |     | 12  | 4    |
| 34   | Daniel Oliveira                    | Suzuki   | PRO   | 12  |     |     |     |     |     |     |     | 4    |
| 35   | Márcio Miranda                     | Suzuki   | PRO   |     | 12  |     |     |     |     |     |     | 4    |
| 36   | Victor Hugo Yano                   | Kawasaki | PRO   | 14  | 14  | Ret |     | Ret |     |     |     | 2    |
| 37   | Rafael Andrade                     | Voxan    | PRO   |     | 15  | Ret |     |     |     |     |     | 1    |
| 38   | William Ribeiro                    | Honda    | PRO   |     |     | Ret |     | 15  |     |     |     | 1    |
| 39   | Lucas Prates                       | Kawasaki | PRO   |     |     |     |     |     | 15  |     |     | 1    |
| 40   | Adílson Gomes                      | Kawasaki | PRO   | 18  | 16  | Ret | Ret |     |     |     |     | 0    |
| 41   | Dilson Fernandes                   | Voxan    | PRO   |     |     | 16  |     |     |     |     |     | 0    |
| 42   | Samara Andrade                     | Kawasaki | PRO   |     |     |     |     | 16  |     |     |     | 0    |
| 43   | Ângelo Vieira                      | Suzuki   | PRO   |     | 18  | 17  |     |     |     |     |     | 0    |
| 44   | Flávio Caetano                     | Yamaha   | PRO   | 17  | 17  |     |     |     |     |     |     | 0    |
| 45   | Adriano Pavoni                     | Honda    | PRO   | Ret |     |     |     |     |     |     |     | 0    |
| 46   | Guilber Reis                       | Yamaha   | PRO   |     |     |     |     |     | Ret |     |     | 0    |
| 47   | Kelly Ribeiro                      | KTM      | PRO   |     |     |     |     |     |     |     | Ret | 0    |
| 48   | Myro Matsishita                    | Honda    | PRO   |     |     |     |     |     |     |     | Ret | 0    |
| 49   | Rafael Noronha                     | Kasinski | PRO   |     |     |     |     |     |     |     | DSQ | 0    |
| Pos. | Rider                              | Moto     | Clase | SPO | CTB | INT | BSB | CAS | PET | SCZ | GOI | Pts. |

## Cobertura televisiva
Las Carreras de lo Campeonato Brasileño de Superbikes se transmiten por Televisión por Cable incluyendo: ESPN, Fox Sports, Movistar+, CBS Sports y NBC Sports. 

### Cobertura en Brasil
| Transmissão | Transmissão                    |
| ----------- | ------------------------------ |
| SporTV      | Narração: Eugênio Rizzardo     |
| SporTV      | Narração: Rogério Rockenbach   |
| SporTV      | Comentários: Pedro Della Corte |
| SporTV      | Comentários: Karen Battaglia   |

| Transmissão | Transmissão                      |
| ----------- | -------------------------------- |
| Band        | Narração: Eduardo Vaz            |
| Band        | Narração: Márcio Possamai        |
| Band        | Comentários: Gilberto Bertarello |
| Band        | Comentários: Ana Coser Mazutti   |

| Transmissão | Transmissão                         |
| ----------- | ----------------------------------- |
| BandSports  | Narração: Celso Miranda             |
| BandSports  | Narração: Gian Calabrese            |
| BandSports  | Comentários: Robson Amaral          |
| BandSports  | Comentários: Claudia Refatti Benato |

| Transmissão | Transmissão                   |
| ----------- | ----------------------------- |
| YouTube     | Narração: Octávio Muniz       |
| YouTube     | Narração: Thiago Fabris       |
| YouTube     | Comentários: Ivar Castagnetti |
| YouTube     | Comentários: Henrique Gava    |

### Otros países
- Colombia: RCN Televisión y RCN HD2
- Portugal: Sport TV
- Reino Unido: BT Sport
- Canadá: Sportsnet
- España: Movistar+
- Hispanoamérica: ESPN y Star+

### Enlaces de transmisión
| Internet (Global) |
| ----------------- |
| YouTube           |
| Motorsport.tv     |
| Facebook          |
| Zoome             |
| Catve.com         |
| Auto Videos       |
| Twitch            |